# Liste von Behörden der Bundesverkehrsverwaltung
Als Bundesverkehrsverwaltung wird in Deutschland die Gesamtheit von Bundesbehörden bezeichnet, die sich primär mit Verkehrsangelegenheiten befassen und hauptsächlich dem Bundesministerium für Verkehr und digitale Infrastruktur unterstellt sind. Der Begriff entstand in den 1970er Jahren, als diverse verkehrsspezifische Fachbereiche aus dem damaligen Bundesverkehrsministerium ausgegliedert und in untergeordnete Behörden überführt wurden. Insgesamt werden von den Behörden der Bundesverkehrsverwaltung etwa 11.000 Beamte und sonstige Mitarbeiter beschäftigt (Stand 2017).
Unter anderem zählen folgende Behörden zur Bundesverkehrsverwaltung:
- Bundesministerium für Verkehr und digitale Infrastruktur
  - Wasserstraßen- und Schifffahrtsverwaltung des Bundes
  - Bundesamt für Logistik und Mobilität
  - Bundesamt für Seeschifffahrt und Hydrographie
  - Bundesanstalt für Gewässerkunde
  - Bundesanstalt für Straßenwesen
  - Bundesanstalt für Wasserbau
  - Bundesaufsichtsamt für Flugsicherung
  - Bundesstelle für Flugunfalluntersuchung
  - Bundesstelle für Eisenbahnunfalluntersuchung
  - Bundesstelle für Seeunfalluntersuchung
  - Eisenbahn-Bundesamt
  - Kraftfahrt-Bundesamt
  - Luftfahrt-Bundesamt

Die Technische Revisionsstelle der Bundesverkehrsverwaltung untersteht nicht dem Bundesverkehrsministerium, sondern stellt eine Dienststelle des Bundesnachrichtendienstes dar.